# دانیلا کوهن
دانیلا کوهن (انگلیسی: Daniela Kühn؛ زادهٔ ۱۹۷۳) دانشمند در زمینه نظریه گراف اهل آلمان است.
وی همچنین برندهٔ جوایزی همچون جایزه ریشارد رادو شده‌است.